# Лирика «Люблю…»
«Лирика „Люблю...“» — сборник песен российской поп-группы REFLEX. Официальный релиз диска состоялся в январе 2005 года на лейбле Artur Music. В сборник вошли песни группы разных лет, а также новая песня «Люблю», которая стала заглавной композицией альбома. Некоторые треки представлены в разных версиях (в основном в акустических и симфонических).
На альбоме имеются песни «Вода», «Я устала», «Ничего тебе не расскажу» и «Запах Нового года», которые солистка группы Ирина Нельсон исполняла в качестве певицы Дианы. Песня «Запах Нового года» вошла в альбом как бонус-трек. Другим бонус-треком стал концертный клип на песню «Может быть, показалось».

## Реакция критики
Алексей Мажаев из агентства InterMedia посчитал, что «для 'беста' диск слишком неровен: самые запоминающиеся песни 'Рефлекса' относятся к последним годам, а более старые произведения на их фоне как-то не звучат». Также по мнению рецензента диск нельзя назвать новым студийным альбомом, так как новая песня на нём только одна. Песню «Люблю» он посчитал слишком «драматичной и пронзительной для 'Рефлекса'». «Понятно, что продюсеру хотелось показать разные грани вокального таланта Ирины Нельсон» — говорит рецензент. «В результате трек получился крайне тревожным и резким - с любовью у лирической героини явно все не в порядке» — добавил он.
В журнале Play альбом оценили в 3 балла из 5. В журнале посчитали, что такие песни, как «Может быть показалось», «Мне трудно говорить», « Потому что не было тебя» и «Сойти с ума» «попали на диск, видимо, затем, чтобы он сильнее походил на сборник», и что «более ранние вещи им заметно уступают». Новые версии известных песен журнал особо не оценил, посчитав, что «цельными произведениями новые обработки не кажутся».

## Список композиций
| №   | Название                                                                    | Текст песни                    | Музыка                          | Длительность |
| --- | --------------------------------------------------------------------------- | ------------------------------ | ------------------------------- | ------------ |
| 1.  | «Люблю»                                                                     | Ирина Нельсон                  | Вячеслав Тюрин, Евгений Абрамов | 3:19         |
| 2.  | «Может быть, показалось» (feat. Симфонический оркестр имени С. Рахманинова) | Глеб Кулыгин, Наталья Тимченко | Вячеслав Тюрин                  | 3:27         |
| 3.  | «Сойти с ума» (2000, акустическая версия)                                   | Ирина Нельсон, Виктория Сотова | Вячеслав Тюрин                  | 5:34         |
| 4.  | «Вода» (1999)                                                               | Виктория Сотова                | Вячеслав Тюрин                  | 5:11         |
| 5.  | «Первый раз» (2002, акустическая версия)                                    | Ирина Нельсон                  | Вячеслав Тюрин                  | 3:57         |
| 6.  | «Ничего тебе не расскажу» (1999)                                            | Вячеслав Тюрин                 | Вячеслав Тюрин                  | 3:24         |
| 7.  | «Сойти с ума» (2000)                                                        | Ирина Нельсон, Виктория Сотова | Вячеслав Тюрин                  | 4:10         |
| 8.  | «Мне трудно говорить» (2003)                                                | Вячеслав Тюрин                 | Вячеслав Тюрин                  | 3:38         |
| 9.  | «Я тебя всегда буду ждать» (R'n'B версия)                                   | Ирина Нельсон                  | Ирина Нельсон                   | 4:12         |
| 10. | «Я устала» (1999)                                                           | Ирина Нельсон                  | Ирина Нельсон, Вячеслав Тюрин   | 4:04         |
| 11. | «Сойти с ума» (2-step-версия)                                               | Ирина Нельсон, Виктория Сотова | Вячеслав Тюрин                  | 4:12         |
| 12. | «Потому что не было тебя» (2003, акустическая версия)                       | Вячеслав Тюрин                 | Вячеслав Тюрин                  | 3:15         |
| 13. | «Я тебя всегда буду ждать» (2000)                                           | Ирина Нельсон                  | Ирина Нельсон                   | 4:17         |
| 14. | «Может быть, показалось» (инструментальная симфоническая версия)            | Глеб Кулыгин, Наталья Тимченко | Вячеслав Тюрин                  | 3:25         |
| 15. | «Запах Нового года» (1998, бонус-трек Дианы)                                | Наталья Логвина                | Вячеслав Тюрин                  | 3:25         |

| №  | Название                 | Длительность |
| -- | ------------------------ | ------------ |
| 1. | «Может быть, показалось» |              |

## Участники записи
- Ирина Нельсон — вокал, бэк-вокал
- Григорий Розов — рэп (дорожки 5, 7, 9)
- Вячеслав Тюрин — рэп (дорожка 6), аранжировка (дорожки 3, 4, 6, 7, 9, 10, 13, 15), продюсирование
- Антон Тюрин — аранжировка (дорожки 2, 5, 11, 12, 14)
- Андрей Слончинский (Zlon) — аранжировка (дорожки 1, 8)
- Андрей Аспидов (DJ Orl) — запись, сведение, мастеринг